# Venyukoviamorpha
Venyukoviamorpha — група дрібних аномодонтів , що існувала у середній пермі на території сучасної Східної Європи. 
Череп 10-12 см завдовжки. Передні зуби долотоподібні, задні — широкі. Рослиноїдні або всеїдні сухопутні 
тварини. У порівнянні з іншими терапсидами, Venyukoviamorpha відрізнялися порівняно довгими рядами зубів з великими різцями.

## Класифікація
- Venyukoviamorpha
  - Родина Otsheridae
    - Otsheria
    - Suminia

  - Родина Venyukoviidae
    - Ulemica
    - Venyukovia